# Praza do Obradoiro

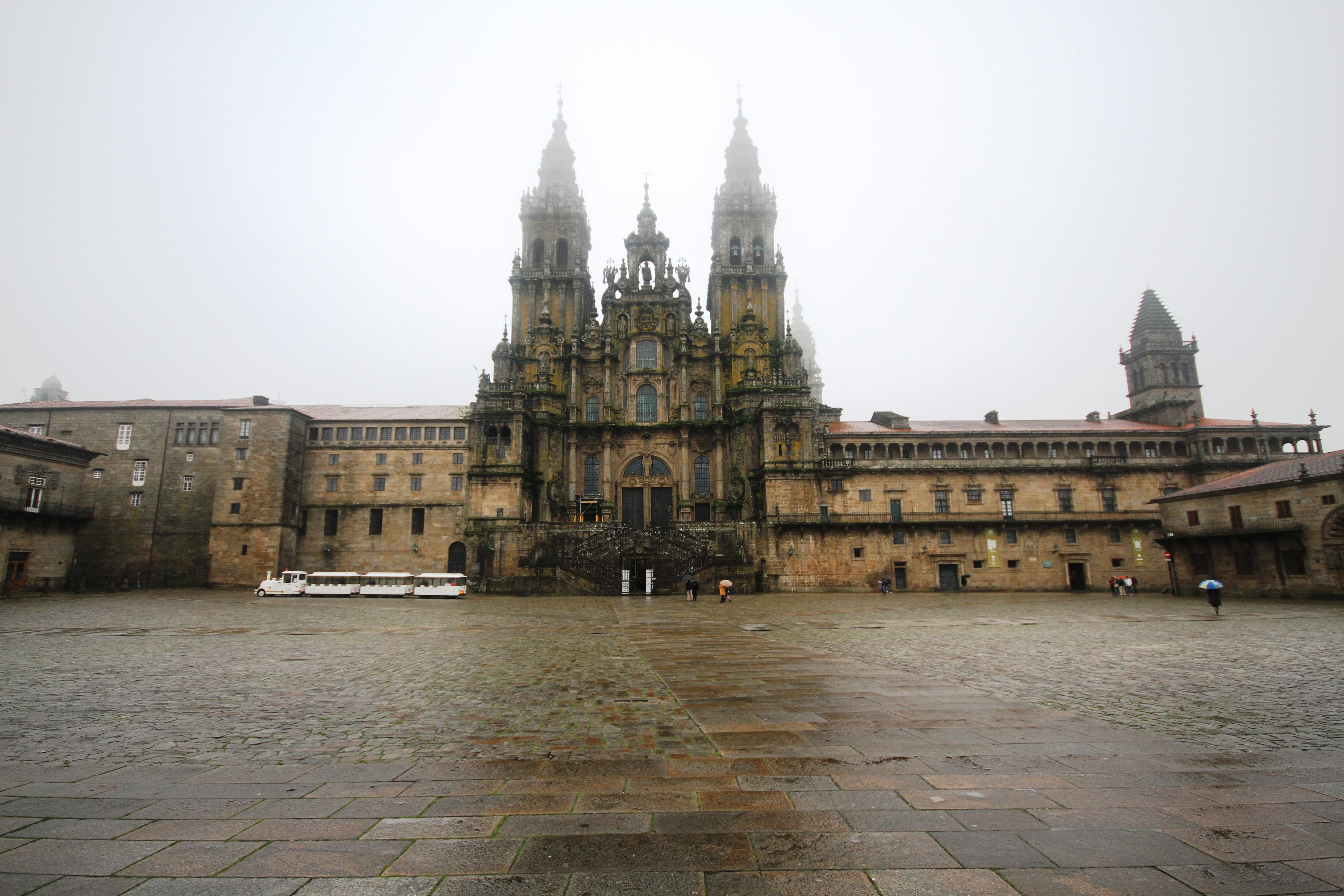
La plaça amb la façana de la catedral.

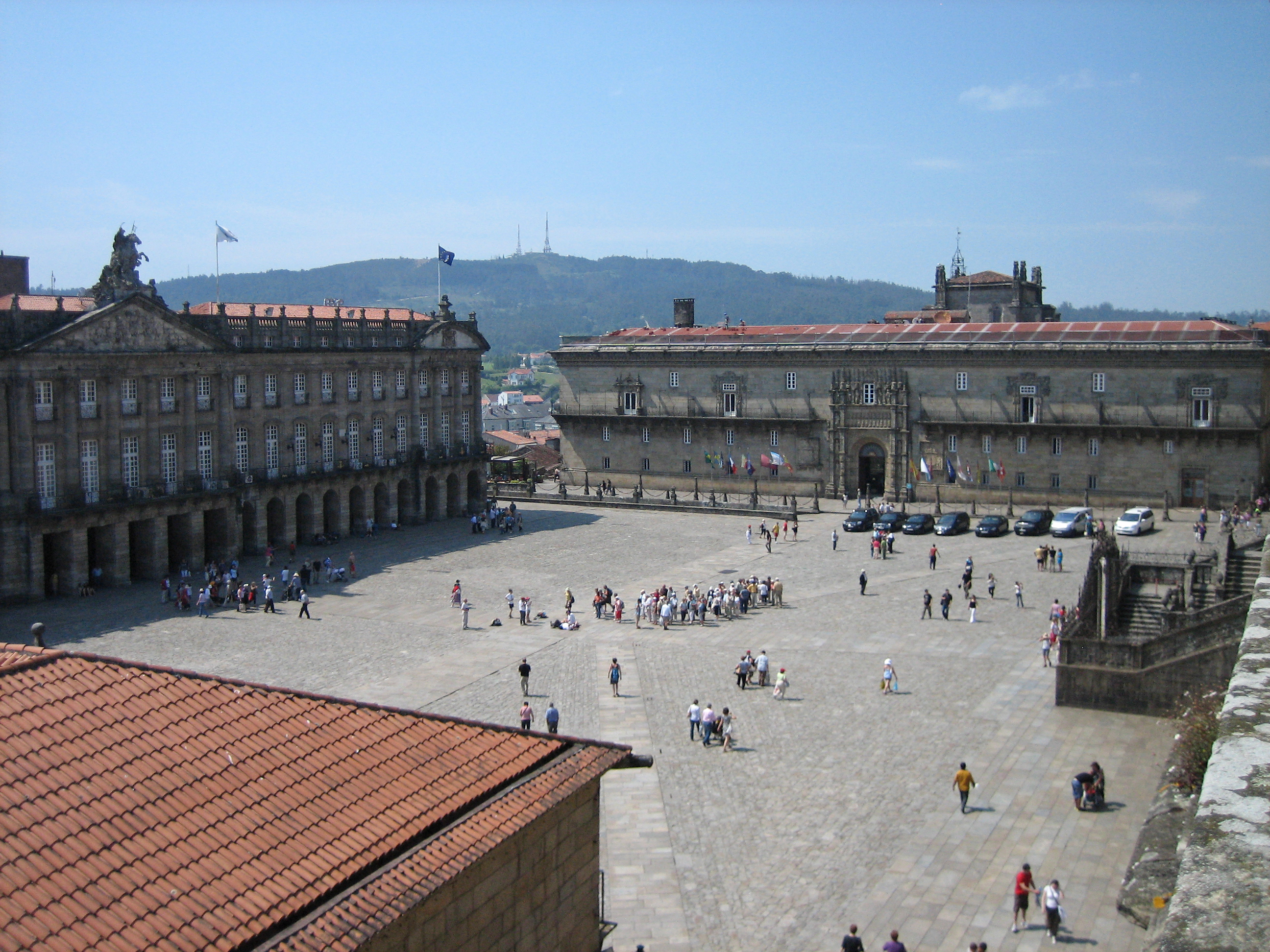
La Praza do Obradoiro vista des de la barana sud-oest de la Catedral; al fons, a la dreta: l'Hostal dos Reis Católicos; a l'esquerra: el Pazo de Raxoi; en primer pla, a l'esquerra: part de la teulada del col·legi de San Xerome; a la dreta es veuen les escalinates que donen accés a la catedral.

La praza do Obradoiro és la plaça més coneguda de Santiago de Compostel·la, a Galícia. Es troba en el centre monumental de la ciutat. El seu nom sembla que deriva dels tallers (en gallec obradoiros) de picapedrers que van treballar en la construcció de la façana barroca de la catedral, que domina la plaça. Pot ser que fins i tot el nom vingui de la construcció de l'antiga façana romànica. Cal destacar la riquesa d'estils arquitectònics en una sola plaça, sorgits de més de 700 anys de construcció.

## Monuments
A la plaça estan representats els principals pols de vida de la capital gallega: la religió, l'educació universitària, l'atenció als pelegrins i turistes, i l'administració. Està rodejada per:
- L'Hostal dos Reis Católicos, actualment parador de turisme. Està situat al nord de la plaça.
- El Col·legi de San Xerome, actual rectoria de la Universitat. Està al sud de la plaça.
- La Catedral de Santiago de Compostel·la, amb la façana de l'Obradoiro i el museu de la catedral. Es troba a la cara est de la plaça.
- El Pazo de Xelmírez, situat al costat de la catedral.
- El Pazo de Raxoi, seu de l'Ajuntament i de la Xunta de Galícia. Es troba a l'oest.

## Importància social
És el punt de trobada dels pelegrins que fan el Camí de Sant Jaume. A la plaça se celebra la crema de la façana (focs artificials) durant les Festes de l'Apòstol Santiago la nit del 24 de juliol. També s'han celebrat aquí diversos actes religiosos, com les misses de les visites dels diferents Papes.
A més, és lloc habitual de manifestacions i reivindicacions ciutadanes com les que es van produir el 2009 a favor de la llengua gallega.
Després de l'accident ferroviari d'Angrois el 2013, turistes, ciutadans i pelegrins van manifestar la seva solidaritat amb diferents mostres reivindicatives a la plaça, com per exemple col·locant flors i notes a les reixes de l'escalinata d'entrada a la catedral.

## Galeria d'imatges

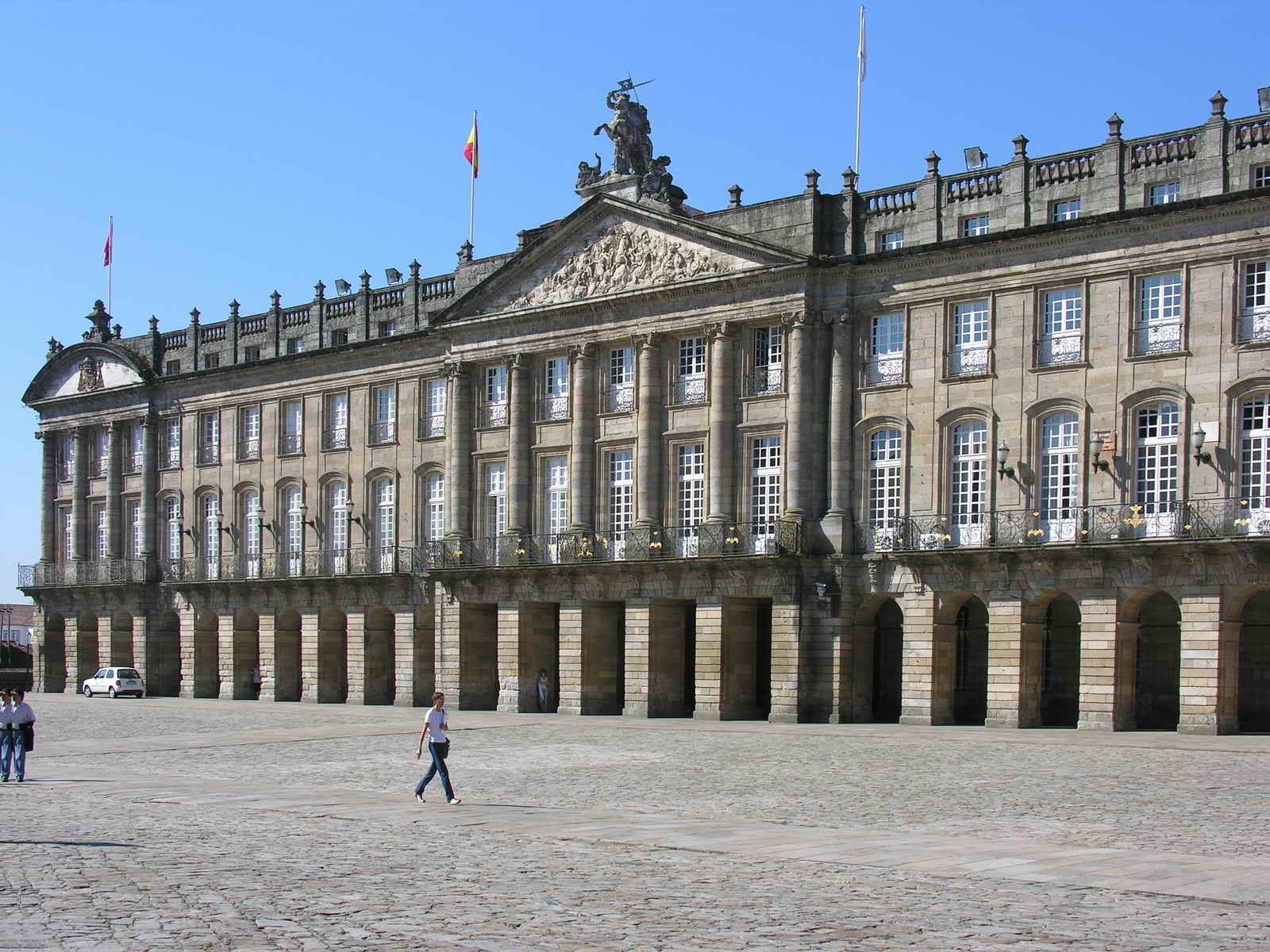
Vista del Pazo de Raxoi cap a la praza do Obradoiro.
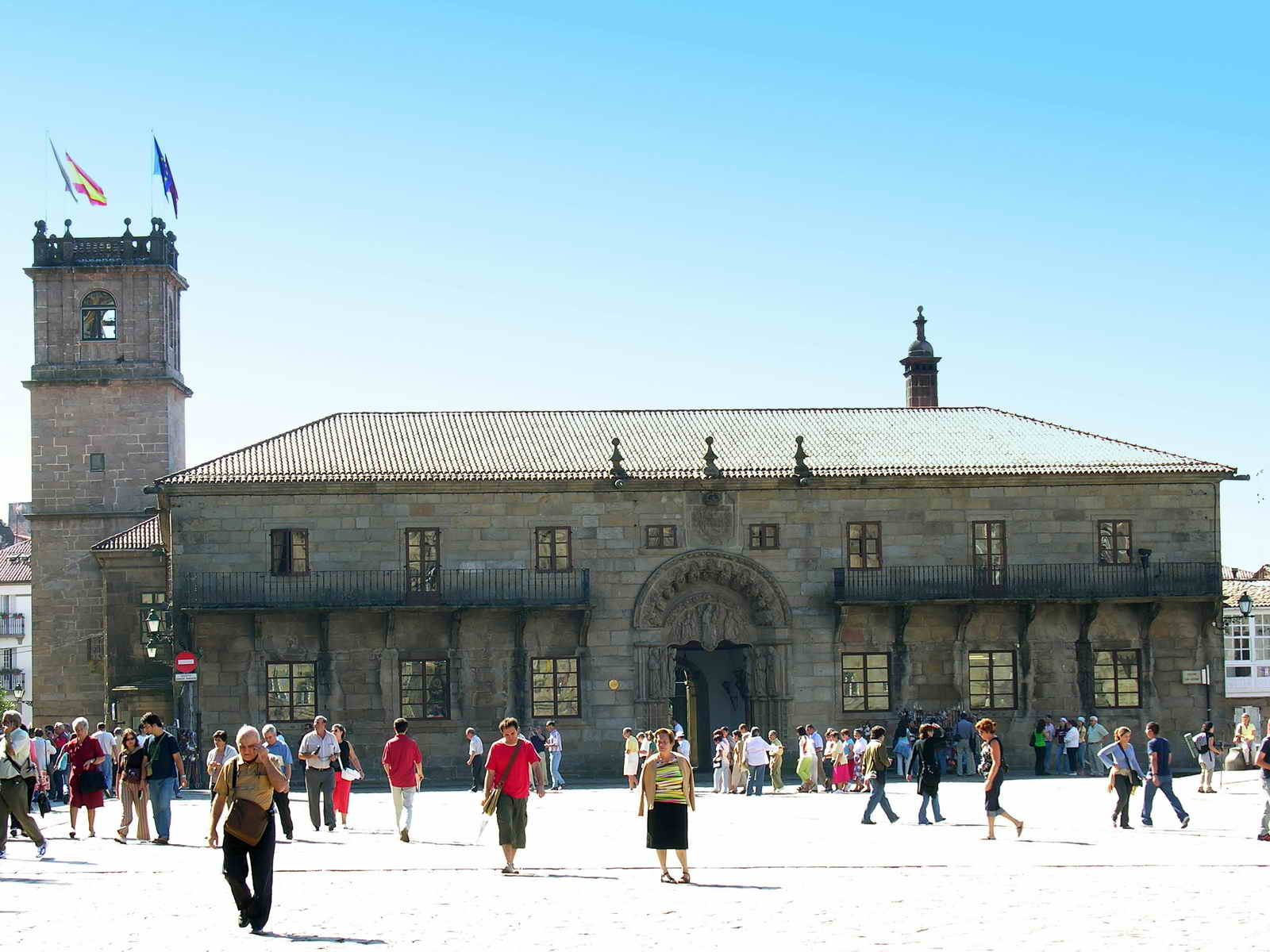
El col·legi de San Xerome.
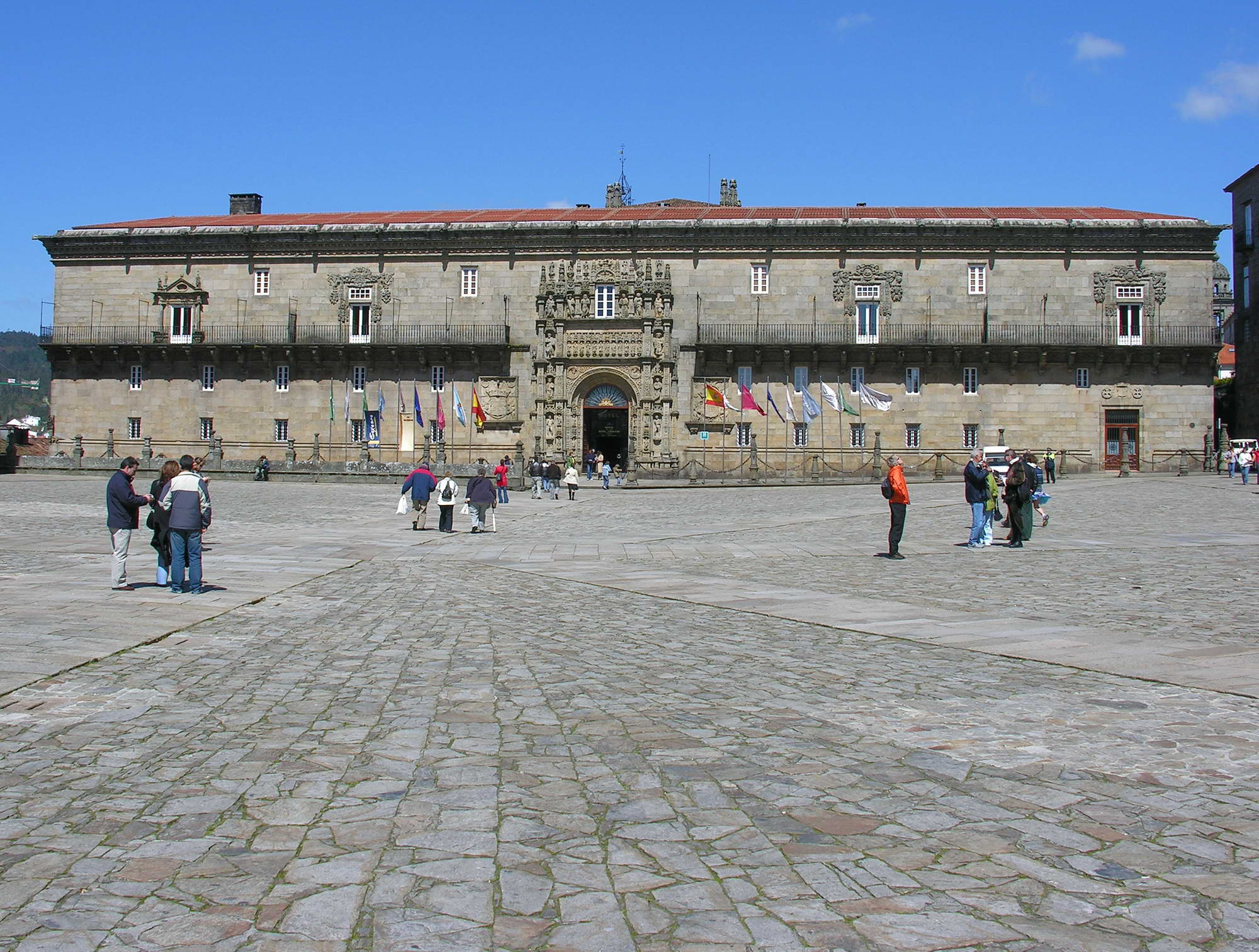
L'Hospital Reial (hostal dos Reis Católicos).
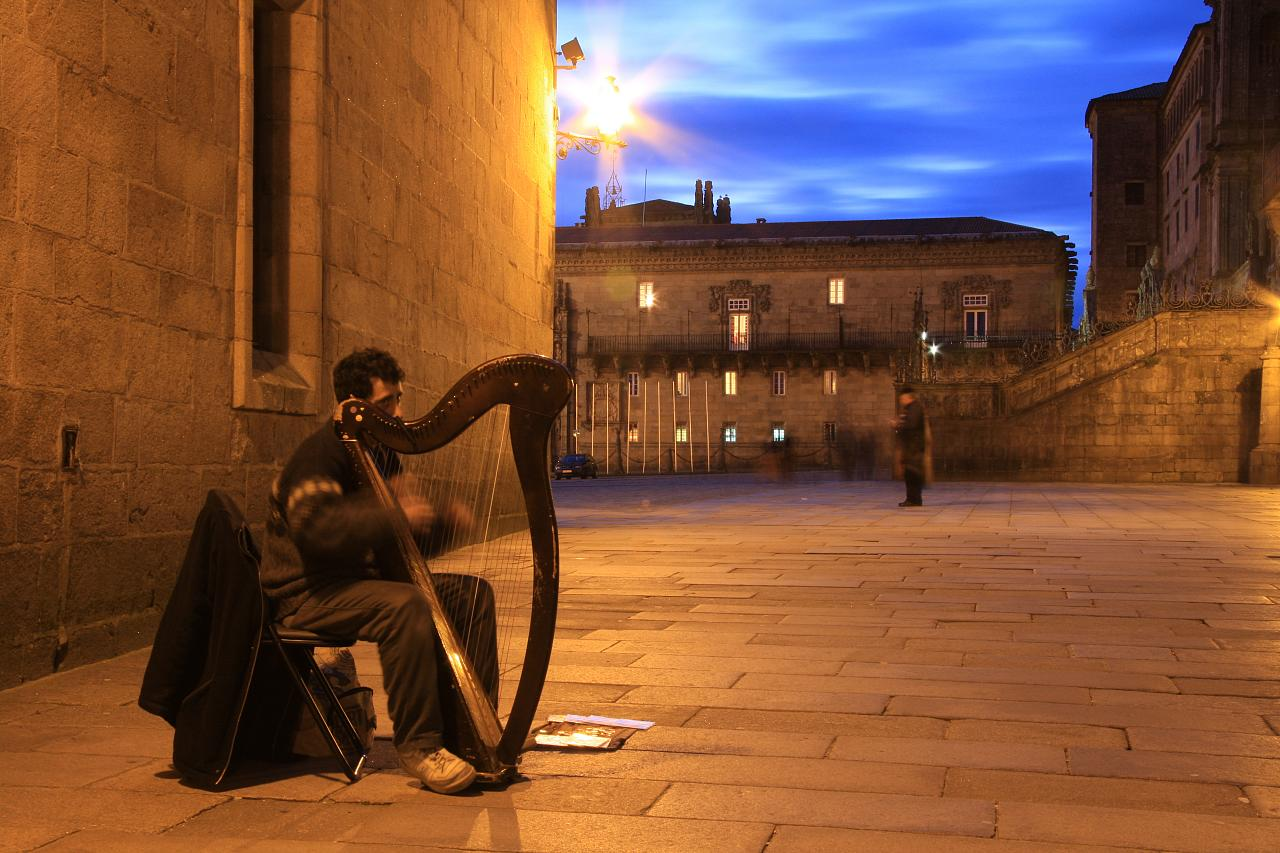
Músic tocant l'arpa a la nit a la vora del col·legi de San Xerome.